# Partido Radical Democrático Suizo
El Partido Radical Democrático (siglas: PRD) (en alemán: Freisinnig-Demokratische Partei der Schweiz, en francés: Parti Radical-Démocratique suisse, en italiano: Partito Radicale Democratico Svizzero, en romanche: Partida liberaldemocrata svizra) fue un partido político de Suiza, heredero directo del antiguo partido liberal (principal partido político desde 1840 hasta 1900).
El 28 de febrero de 2009, se fusionó con el "Partido Liberal Suizo" (PLS), formando el "Partido Liberal Radical".

## Historia
Su nombre se origina en el periodo de la Restauración del Estado Federal Helvético en 1848, denominándose Izquierda Radical. El PRD fue fundado en 1894, heredero del partido de izquierda radical que existió entre 1848 hasta ese año, aunque tiene sus raíces en los diferentes movimientos que lo precedieron: la Asociación Nacional (Nazionalverein/Association Nationale) creada en 1835, la Asociación Popular/Patriótica (Volksverein/Association Patriotique) en 1872 y la fracción parlamentaria radical-democrática fundada en 1878. En sus primeros años representaba a la burguesía protestante de Suiza. A partir de los años 1950 comenzó a acercarse a los intereses de algunas empresas, como bancos y grandes compañías farmacéuticas.
El partido estuvo presente en el gobierno ininterrumpidamente desde 1848. Era considerado el partido con la más larga tradición.

## Resultados electorales
| Año  | Votos        | %     | Consejo Nacional | +/-         | Consejo de los Estados | +/-         |
| ---- | ------------ | ----- | ---------------- | ----------- | ---------------------- | ----------- |
| 1848 |              | 58,0% | 79/111           |             | 30/44                  |             |
| 1851 |              | 53,1% | 78/120           | 1           | 17/44                  | 13          |
| 1854 |              | 59,5% | 82/120           | 4           | 14/44                  | 3           |
| 1857 |              | 60,4% | 79/120           | 3           | 13/44                  | 1           |
| 1857 |              | 48,2% | 64/120           | 15          | 13/44                  | Sin cambios |
| 1863 |              | 44,1% | 59/128           | 5           | 9/44                   | 4           |
| 1866 |              | 39,6% | 54/128           | 5           | 12/44                  | 3           |
| 1869 |              | 37,6% | 57/128           | 3           | 11/44                  | 1           |
| 1869 |              | 35,2% | 60/135           | 3           | 11/44                  | Sin cambios |
| 1875 |              | 38,2% | 63/135           | 3           | 11/44                  | Sin cambios |
| 1878 |              | 34,8% | 57/135           | 6           | 11/44                  | Sin cambios |
| 1881 |              | 39,8% | 75/145           | 18          | 17/44                  | 6           |
| 1884 |              | 42,0% | 74/145           | 1           | 17/44                  | Sin cambios |
| 1887 |              | 40,2% | 73/145           | 1           | 17/44                  | Sin cambios |
| 1890 |              | 40,9% | 74/147           | 1           | 17/44                  | Sin cambios |
| 1893 |              | 41,8% | 74/147           | Sin cambios | 20/44                  | 3           |
| 1896 | 181.028 (#1) | 48,7% | 86/147           | 12          | 24/44                  | 4           |
| 1899 | 183.216 (#1) | 49,7% | 84/147           | 2           | 22/44                  | 2           |
| 1902 | 200.235 (#1) | 50,4% | 100/167          | 16          | 24/44                  | 2           |
| 1905 | 202.605 (#1) | 49,2% | 104/167          | 4           | 24/44                  | Sin cambios |
| 1908 | 202.732 (#1) | 50,9% | 105/167          | 1           | 25/44                  | 1           |
| 1911 | 198.300 (#1) | 49,5% | 115/189          | 10          | 26/44                  | 1           |
| 1914 | 191.054 (#1) | 56,1% | 112/189          | 3           | 25/44                  | 1           |
| 1917 | 210.323 (#1) | 40,8% | 103/189          | 9           | 24/44                  | 1           |
| 1919 | 215.566 (#1) | 28,8% | 60/189           | 43          | 23/44                  | 1           |
| 1922 | 208.144 (#1) | 28,3% | 60/198           | Sin cambios | 23/44                  | Sin cambios |
| 1925 | 206.485 (#1) | 27,8% | 60/198           | Sin cambios | 21/44                  | 2           |
| 1928 | 220.135 (#2) | 27,4% | 58/198           | 2           | 20/44                  | 1           |
| 1931 | 232.562 (#2) | 26,9% | 52/187           | 6           | 19/44                  | 1           |
| 1935 | 216.664 (#2) | 23,7% | 48/187           | 4           | 15/44                  | 4           |
| 1939 | 128.163 (#2) | 20,7% | 49/187           | 1           | 14/44                  | 1           |
| 1943 | 197.746 (#2) | 22,5% | 47/194           | 2           | 12/44                  | 2           |
| 1947 | 220.486 (#2) | 23,0% | 52/194           | 5           | 11/44                  | 1           |
| 1951 | 230.687 (#2) | 24,0% | 51/196           | 1           | 12/44                  | 1           |
| 1955 | 227.370 (#2) | 23,3% | 50/196           | 1           | 12/44                  | Sin cambios |
| 1959 | 232.557 (#2) | 23,7% | 51/196           | 1           | 13/44                  | 1           |
| 1963 | 230.200 (#2) | 23,9% | 51/200           | Sin cambios | 13/44                  | Sin cambios |
| 1967 | 230.095 (#2) | 23,2% | 49/200           | 2           | 14/44                  | 1           |
| 1971 | 432.259 (#2) | 21,7% | 49/200           | Sin cambios | 15/44                  | 1           |
| 1975 | 428.919 (#2) | 22,2% | 47/200           | 2           | 15/44                  | Sin cambios |
| 1979 | 440.099 (#2) | 24,0% | 51/200           | 4           | 11/46                  | 4           |
| 1983 | 457.283 (#1) | 23,3% | 54/200           | 3           | 14/46                  | 3           |
| 1987 | 443.617 (#1) | 22,9% | 51/200           | 3           | 14/46                  | Sin cambios |
| 1991 | 429.072 (#1) | 21,0% | 44/200           | 7           | 18/46                  | 4           |
| 1995 | 384.515 (#2) | 20,2% | 45/200           | 1           | 17/46                  | 1           |
| 1999 | 388.780 (#3) | 19,9% | 43/200           | 2           | 17/46                  | Sin cambios |
| 2003 | 364.493 (#3) | 17,3% | 36/200           | 7           | 14/46                  | 3           |
| 2007 | 364.736 (#3) | 15,8% | 31/200           | 5           | 12/46                  | 2           |